# 미시간 서비스

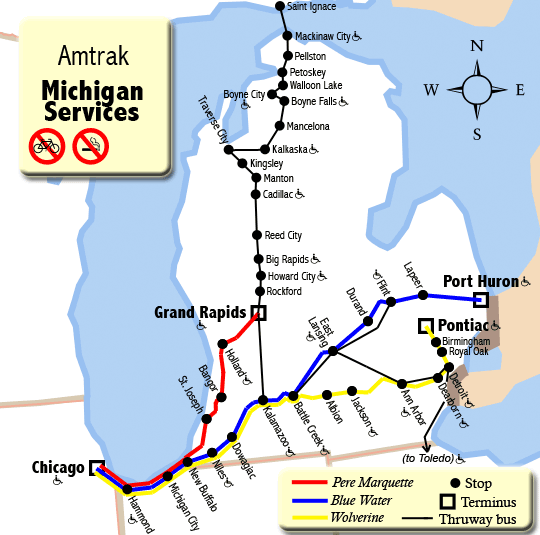

미시간 서비스(영어: Michigan Services)는 블루워터, 울버린, 피어마켓의 3개 노선을 통합한 명칭으로 시카고과 미시간주 도시를 잇는 철도이다. 2013년 기준으로 연간 804,697명의 수요를 처리했다.
- 블루워터
- 울버린
- 피어마켓